# Hylke
Hylke er en landsby i Østjylland med 423 indbyggere  (2024). Hylke er beliggende nær Skanderborg Sø 10 kilometer syd for Skanderborg og 30 kilometer sydvest for Aarhus. Byen hører til Skanderborg Kommune og er beliggende i Region Midtjylland.
Byen har børnehave, skole (0.-2. klasse), købmand, forsamlingshus, rideskole, multihus, bypark med skaterbane, legeplads, tennisbaner, multibane, fodboldbaner.
Landsbyen hører til Hylke Sogn, og Hylke Kirke ligger i byen.